# Monique Orphé
Monique Orphé, née le 15 octobre 1964 à Saint-Denis (La Réunion), est une femme politique française.
Membre du Parti socialiste (PS), elle est députée de La Réunion de 2012 à 2017. Elle rejoint ensuite La République en marche (LREM). Elle est conseillère départementale de La Réunion pour le canton de Saint-Denis-1 depuis 2021.

## Biographie
Enseignante de profession, Monique Orphé est élue conseillère régionale de La Réunion en 2004.
Investie dans la première circonscription de La Réunion pour les élections législatives de 2007, avec Gilbert Annette comme suppléant, elle retire sa candidature en faveur de ce dernier. Au cours du débat d'investiture socialiste pour l'élection présidentielle, elle avait animé le comité Désirs d'avenir de La Réunion. Conseillère municipale de Saint-Denis depuis 1995, elle devient première adjointe du maire Gilbert Annette à la suite des élections municipales de 2008.
Au second tour des élections législatives de 2012, elle est élue députée de la nouvelle sixième circonscription de La Réunion avec 58,9 % des voix. Membre de la commission des Affaires sociales, elle soutient en 2016 le projet de loi El Khomri.
Elle soutient Emmanuel Macron pour l'élection présidentielle de 2017. En raison de ce soutien, elle se voit refuser l'investiture du PS pour les élections législatives de 2017, mais obtient celle de La République en marche. Elle perd au second tour face à Nadia Ramassamy (Les Républicains).
Candidate aux élections départementales de 2021 dans le canton de Saint-Denis-1, en binôme avec Gérard Françoise, elle arrive largement en tête au premier tour avec 54,6 % des suffrages exprimés, mais la forte abstention ne lui permet pas d'être directement élue,. Le binôme socialiste l'emporte au second tour, avec 56,3 % des voix.
Elle ne parvient pas à se faire réélire députée lors des élections législatives de 2022, ne recueillant que 11,05 % des suffrages au premier tour dans la sixième circonscription de La Réunion,.